# Tục đoạn rau
Tục đoạn rau hay còn gọi cỏ sữa, rau cúc sữa (danh pháp khoa học: Sonchus oleraceus) là một loài thực vật có hoa trong họ Cúc. Loài này được Carl Linnaeus miêu tả khoa học đầu tiên năm 1753.

## Phân bố
Loài bản địa châu Âu, Bắc Phi, bán đảo Ả Rập, Iran nhưng đã du nhập rộng khắp thế giới.